# أنتوني بيلمونت
أنتوني بيلمونت (بالفرنسية: Anthony Belmonte) هو لاعب كرة قدم فرنسي، ولد في 16 أكتوبر 1995 في فرنسا. لعب مع نادي إستر ونادي ديجون.

## وصلات خارجية
- أنتوني بيلمونت على موقع قاعدة بيانات كرة القدم.إي يو (الإنجليزية)
- أنتوني بيلمونت على موقع Soccerway.com (الإنجليزية)
- أنتوني بيلمونت على موقع AS.com (الإسبانية)